# 佐藤公彦
佐藤 公彦（さとう きみひこ、1952年1月9日 - 2017年6月24日）は、1970年代初期から中期に活動した日本のシンガーソングライター。東京都大田区生まれ。中央大学中退。

## 人物
アマチュア時代の1967年、ピピ&コットのリードボーカルとギターを担当していた。中性的でキュートなルックスとセンシティブな歌声から、ケメという愛称で、ティーンエイジャーの女性を中心に絶大な人気を博し、後にエレックレコードからソロデビューする。「通りゃんせ」などのヒット曲を出すが、周囲の求めるアイドル性と自身の追求する音楽性との間のずれが次第に深まり、音楽活動から遠ざかる。
2009年、NHK-BS2への出演をきっかけに20年ぶりに音楽活動を再開する。2009年7月5日、元ピピ&コット、金谷あつしのKAZEレーベルからCD「ひとりからふたりへ」を発表している。
2017年6月24日、心筋梗塞のため死去。65歳没。
四人兄弟の次男で、兄は声優の佐藤正治である。

## 活動の記録
- 1967年 - ピピ&コット結成。
- 1971年 - 日本テレビ主催のコンテスト「歌のチャンピオン」で優勝し、デビュー。唄の市を中心にコンサート活動を始める。「唄の市」旗揚げ公演（渋谷東横劇場）。「捨ててはいけないよ大切なものを」でレコードデビュー。
- 1972年 - ピピ&コット脱退、ソロ活動を始める。ラジオ関東で『ケメのソネット』（月 - 金の帯番組、PM11:20 - 11:30）始まる。ニッポン放送ではあおい輝彦と共演の『あおい君と佐藤クン』がスタート。8年間続く長寿番組となった。
- 1974年 - 山田太一脚本TBSドラマ『ヨイショ』にデパートの大食堂のコック役で出演。「みちくさ」（最終回1974年6月26日フジテレビ）に出演。
- 1976年 - 東京12チャンネル 料理番組「さあ、ごはんだよ」毎回エンディングに生で「おむすびのうた」を歌う。
- 1977年 - 16ミリ自主映画『ハートブレイクなんてへっちゃら』（原作：片岡義男、監督・脚本：竹島将、アクターズユニオン作品）主演。
- 1978年 - 『がんばれ!レッドビッキーズ』「泣かないで! 女監督」に角田陽介コーチ役で出演。
- 1979年 - 土曜ワイド劇場『蝶たちは今』にサムちゃんの友達役で出演。『コメットさん』（大場久美子版）36話「愛は死を越えて」出演。佐藤公彦さよならCONCERT「GOOD LUCK! MR.KEME」日仏会館。
- 1980年 - アパルマァ結成。ライブハウス中心の活動。12月30日『あおい君と佐藤クン』最終回。
- 1983年 - 高橋洋子の原作・監督・主演による東宝映画『雨が好き』に友情出演。アパルマァ解散LIVE（新宿LOFT）
- 1984年 - ライブハウス中心の活動。
- 1987年 - 音楽活動再開。ライブハウス中心の活動。
- 1988年 - ライブハウス中心の活動。
- 1989年 - ライブハウス中心の活動。3月、江古田マーキー ラストライブ。
- 1995年 - テレビ出演『どうーなってるの?!』（フジテレビ）、『電リク!!70年代 青春ヒット曲ベスト101』（テレビ東京）、『フォークソング大全集』（NHK-BS2） 共演：坂崎幸之助。
- 1999年 - よしだよしこのライブに参加。「捨ててはいけないよ大切なものを」を唄う。
- 2009年 - NHK-BS2『まるごと大全集 リクエスト! 日本のフォーク&ロック』に出演（都内某所より生出演）。元ピピ&コットのメンバー、金谷厚のギターと共に「通りゃんせ」を歌う。当日は放送されていないが、会場ではもう1曲演奏していた。
- 2009年 - 30年ぶりに全曲書下ろしのアルバム発表。CD発売記念ライブを7月5日、12日に開催。（於：風に吹かれて）
- 2010年 - 8月16日に復活後第2弾のCDを発売。10月16日に復活後第3弾のCDを発売。11月3日「ピピ＆チョコット with まじ」名義で「捨ててはいないよ大切なものを」を発売。12月3日に復活後第4弾のCDを発売。12月24日に復活後第5弾のCDを発売。omori folk Town「風に吹かれて」で定期的にライブを開催中。
- 2012年 - 1月9日　ケメファン主催による「還暦記念オフ会」にゲスト参加（於：風に吹かれて）

## ディスコグラフィ

### シングル
| 発売日                           | 規格品番                         | 面                               | タイトル                         | 作詞                             | 作曲                             | 編曲                             |
| キャニオン・レコード / AARD-VARK | キャニオン・レコード / AARD-VARK | キャニオン・レコード / AARD-VARK | キャニオン・レコード / AARD-VARK | キャニオン・レコード / AARD-VARK | キャニオン・レコード / AARD-VARK | キャニオン・レコード / AARD-VARK |
| -------------------------------- | -------------------------------- | -------------------------------- | -------------------------------- | -------------------------------- | -------------------------------- | -------------------------------- |
| 1972年5月5日                     | AV-1                             | A                                | 通りゃんせ                       | 佐藤公彦 門谷憲二                | 佐藤公彦                         | 浅沼勇                           |
| 1972年5月5日                     | AV-1                             | B                                | ボクの贈りもの                   | 佐藤公彦                         | 佐藤公彦                         | 浅沼勇                           |
| 1972年10月5日                    | AV-4                             | A                                | 夕ぐれ                           | 門谷憲二                         | 佐藤公彦                         | 沢田駿吾 浅沼勇 荻原暁           |
| 1972年10月5日                    | AV-4                             | B                                | ゆりかごとブランコそしてシーソー | 佐藤公彦                         | 佐藤公彦                         | -                                |
| 1973年4月25日                    | AV-16                            | A                                | 雨宿り                           | 門谷憲二                         | 佐藤公彦                         | 東海林修                         |
| 1973年4月25日                    | AV-16                            | B                                | 明日天気になあれ                 | 佐藤公彦                         | 佐藤公彦                         | 佐藤公彦                         |
| エレックレコード                 |                                  |                                  |                                  |                                  |                                  |                                  |
| 1973年4月25日                    | EB-1015                          | A                                | 恋に別れを                       | 青柳友子                         | 佐藤公彦                         | 浅沼勇                           |
| 1973年4月25日                    | EB-1015                          | B                                | あの太陽もっと幸あれ             | 佐藤公彦                         | 佐藤公彦                         | 佐藤公彦                         |
| 非売品                           | keme-1                           | A                                | 君とケメの電話                   | 青柳友子                         |                                  |                                  |
| 非売品                           | keme-1                           | B                                | さよなら何となくの淡い毎日       |                                  |                                  |                                  |
| 1974年3月10日                    | EB-1020                          | A                                | バイオリンのおけいこ             | 永田幸一                         | 佐藤公彦                         | -                                |
| 1974年3月10日                    | EB-1020                          | B                                | 今は昼下がり                     | 佐藤公彦                         | 佐藤公彦                         | -                                |
| 1974年10月25日                   | EB-1033                          | A                                | 白いカーネーション               | 形岡登志子                       | 佐藤公彦                         | -                                |
| 1974年10月25日                   | EB-1033                          | B                                | みちくさ                         | 杉山義法                         | 佐藤公彦                         | -                                |
| 1975年2月25日                    | EB-1036                          | A                                | ゆめの中で                       | 青柳友子                         | 佐藤公彦                         | -                                |
| 1975年2月25日                    | EB-1036                          | B                                | この部屋から                     | 佐藤公彦                         | 佐藤公彦                         | -                                |
| フィリップス・レコード           |                                  |                                  |                                  |                                  |                                  |                                  |
| 1975年7月5日                     | FW-1003                          | A                                | 学生通り                         | 佐藤公彦                         | 佐藤公彦                         | 瀬尾一三                         |
| 1975年7月5日                     | FW-1003                          | B                                | 悲しさを手紙にこめて             | 佐藤公彦                         | 佐藤公彦                         | 瀬尾一三                         |
| 1975年11月5日                    | FW-1009                          | A                                | 想い出の街                       | 佐藤公彦                         | 佐藤公彦                         | 馬飼野康二                       |
| 1975年11月5日                    | FW-1009                          | B                                | ぶるうす                         | 佐藤公彦                         | 佐藤公彦                         | -                                |
| 1976年7月25日                    | FW-2001                          | A                                | 薄化粧                           | 佐藤公彦                         | 佐藤公彦                         | 佐藤準                           |
| 1976年7月25日                    | FW-2001                          | B                                | 嵐の夜                           | 佐藤公彦                         | 佐藤公彦                         | 佐藤準                           |
| 1976年11月25日                   | FW-2003                          | A                                | 想い出はあなたとわたし           | 佐藤公彦                         | 佐藤公彦                         | 佐藤準                           |
| 1976年11月25日                   | FW-2003                          | B                                | おしゃべり子守唄                 | 佐藤公彦                         | 佐藤公彦                         | 佐藤準                           |
| 1977年9月25日                    | FW-2006                          | A                                | クレージー・サラダ               | 伊藤ノブ                         | 佐藤公彦                         | 井上鑑                           |
| 1977年9月25日                    | FW-2006                          | B                                | ゆっくり私をはこんで             | 佐藤公彦 伊藤ノブ                | 佐藤公彦                         | 井上鑑                           |
| 1978年7月25日                    | FW-2109                          | A                                | ふたり                           | 佐藤公彦                         | 坂田修                           | 戸塚修                           |
| 1978年7月25日                    | FW-2109                          | B                                | あこがれ岬                       | 佐藤公彦                         | 佐藤公彦                         | 戸塚修                           |
| 1979年4月25日                    | FW-2136                          | A                                | 帰郷 (The Poet And I)            | たかたかし                       | Frank Mills                      | 石川鷹彦                         |
| 1979年4月25日                    | FW-2136                          | B                                | 雨の音                           | 佐藤公彦                         | 佐藤公彦                         | 佐藤公彦 佐藤準                  |

- ルピナ66の歌（非売品：ルピナ66のCMソング）

### アルバム

#### オリジナル・アルバム
- Keme VOL.1 午後のふれあい（1972年3月25日、ELEC RECORDS ELEC-2007）（2006年6月21日、バップ VPCC-84557）
僕がここに居るからさ / メリーゴーランド / 生活 / たった一人の友達 / 今日の僕 明日の君 / 帰りたい / はじめとおわり / 海 / A氏への手紙 / 秋から冬へ / 君から遠く離れて / 通りゃんせ / 話しかけておくれ / 小さな子守唄
- Keme VOL.2 明日天気になあれ（1972年9月25日、ELEC RECORDS ELEC-2010）（2006年6月21日、バップ VPCC-84558）
愛のソネット / あゆ / ねえ、メロディ / ゆりかごとブランコ、そしてシーソー / お昼寝 / ねずみ / ひとりになれなかったふたり / 春が来たんだ / 食べてしまいたい女の子 / 今日このごろ / 扉をあける君を / 猫 / 魔術 / 夕暮れ
- Keme VOL.3 千羽鶴（1973年3月25日、ELEC RECORDS ELEC-2015）（2006年6月21日、バップ VPCC-84559）
雨宿り / 海ゆりの唄 / 恋摘み唄 / はまなす恋歌 / 神戸エレジー / 夕暮れ / 羽子板エレジー / あじさいの想い出 / 通りゃんせ / 雪割り草が咲いたら / 虞美人草 / 日々是決戦
- Keme VOL.4 時が示すもの（1973年12月10日、ELEC RECORDS ELEC-2025）（2006年7月26日、バップ VPCC-84564）
坂を昇るの唄 / 私は小さな悪魔 / 雪の街 / かわいそうな怪獣ちゃん / バイオリンのおけいこ / 夜 / 愛と私 / 愛しのティナ / セブンティーン / もうすぐクリスマス / ぼくのブルージーン / くもの糸よきれないで / あの太陽もっと幸あれ / さよならなんとなくの淡い毎日
- Keme VOL.5 愛そして卒業（1974年6月10日、ELEC RECORDS ELEC-2030）（2006年8月23日、バップVPCC-84569）
愛のよろこび（BGM）/ そのとき恋が / チャコのいたづら（BGM）/ 小さなお話 / アンダンテ（BGM）/ ゆめの中で / MR.Kのブルース（BGM）/ 酔っ払いのブルース / たった1人の友達（BGM）/ 恋に別れを / ムールーラー（BGM）/ 思い出の国 / オータムノクターン（BGM）/ いつかほほえみかけて / ブランデー・グラス（BGM）/ あなたの誕生日 / 学生王子のセレナーデ（BGM）/ さよならは言わないで / ぼくらの生活
- 片便り−落葉に綴る（1974年10月10日、ELEC RECORDS ELEC-2034）（2006年8月23日、バップ VPCC-84565）
西海岸へ続く道 / みちくさ / みにくいあひるの子 / 白いカーネーション / 23番地の子守唄 / 踊り子 / 丘をこえると / 祈り / この部屋から / 落ちていく時 / 過ぎた時もこれから来る時も / ふるさとにふる雨
- 遠乗りの果て（1975年7月20日、ELEC RECORDS ELEC-6）（2003年2月28日、VIVID SOUND VSCD3725）
暑い砂 / 雨に歌えば / 悲しさを手紙にこめて / 学生通り / 大空 / 春のあらし / 春から夏の日に / 薄化粧 / お月さんあんたに / 浜辺 / やさしくうたって（with 大塚まさじ）
- 落書き（1975年11月5日、フィリップス・レコード FW-5005）
私について行ってみない / 五月の風は / 地下鉄 / オーバーヒート / 目をとじて耳をふさいで / 同じように生きて / 雨の音 / いとおしい君に / 放課後にはフィーリィと / あじさいの花の下で / 想い出の街 / 夜空の中
- ほうき星（1976年12月20日、フィリップス・レコード FW-5014）
想い出はあなたとわたし / 姉さん / スカートに風 / 朝顔 / 防空頭巾の春 / 雨の最終電車 / 指 / つづれ織り / 火芯（ほしん） / 嵐の夜 / Do-run-run-run / おしゃべり子守唄
- 午後5時の風（1977年10月5日、フィリップス・レコード）
銀の粉 / ジャマイカの空のように / 午後5時の風 / ベートーベンより君が好き / Baby / テールライト / クレージー・サラダ / 暑い日 / しゅろの木陰で / ゆっくり私をはこんで
- だいだい色のスクーター（1977年12月25日、フィリップス・レコード 16Y-5）（1989年5月25日、JAPAN RECORDS 25JC-414）
愛のソネット / たった一人の友達 / 通りゃんせ / お昼寝 / 春から夏の日に / 花の名 / やさしくうたって / 愛と私 / 西海岸へ続く道 / 春のあらし / バイオリンのおけいこ / この部屋から / 小さなお話し / 雨の音 / 想い出はあなたとわたし / 今は昼下がり
- ひとりからふたりへ（2009年7月5日、KAZEレーベル KAZE-004）
コインローファー / ストーブリーグ / Road Walkin' / Friday Night / 君はコートに包まれて / ワイフのサイフは茜色 / エンジェル / 表情 / エメラルド / ジャンプ / ほくろ賛歌 / 照葉(テリハ)
- ぼくの日（2010年8月16日、KAZEレーベル 自主制作盤）
小手毬の頃 / 瑠璃色の空 / 日曜日 / 冬将軍 / 夏日
- ぼくの道＆ぼくは今（2010年10月16日、KAZEレーベル 自主制作盤）
自由の旗 / なんだかクエスチョン / ぼくのおうち / 信じた事 / 一歩ずつ
36thメロディ そえて〜… / 初めの心 / 街 / 仲秋の組曲 夜長月〜お月見〜深山路 / 得意わざ
- 捨ててはいないよ 大切なものを／ピピ＆チョコット with まじ（2010年11月3日、KAZEレーベル KAZE-011）
待ち遠しい / 五月の君 / スケジュール / 冬みたい / 長距離バス
- St.メリークリスマス （2010年12月3日、KAZEレーベル 自主制作盤）
クリスマス・ツリー / st.メリークリスマス / クリスマスには教会へ / グルメさん / クリスマス・イブ
- あなたと私 （2010年12月24日、KAZEレーベル 自主制作盤）
My Love / 始秋 / 幸せの居場所 / 白い雲 / 夜の雨/ 何気なく / 今が好き

#### ライブ・アルバム
| 発売日         | レーベル                 | 規格           | 規格品番   | アルバム |
| -------------- | ------------------------ | -------------- | ---------- | --- |
| 1973年7月25日  | エレックレコード         | LP             | ELW-3005   | Keme (Live) オン・ステージ第一集 ※ 佐渡山豊と生田敬太郎がゲストで参加。 Side:A 1. オープニングTM 2. 悪夢 3. 流星にのって 4. 魔術 5. 明日天気になあれ 6. ひとりになれなかったふたり 7. ドゥーチュイムニー 8. 誕生日 Side:B 1. 気づいた時には 2. ロックンロール 3. ビートルズメドレー（She loves you/In my life/Get back） 4. 地下室 5. 僕の唄 Side:C 1. オープニングメドレー 2. テーマ 3. 僕がここに居るからさ 4. 話しかけておくれ 5. 生きるよろこび 6. お昼寝 7. メリーゴーランド 8. 今は昼下がり Side:D 1. 雨宿り 2. 雪割草が咲いたら 3. 海ゆりの唄 4. 愛のソネット 5. 虞美人草 6. 日々是決戦 7. 夕暮れ |
| 2005年12月21日 | バップ                   | CD             | VPCC-84514 | Keme (Live) オン・ステージ第一集 ※ 佐渡山豊と生田敬太郎がゲストで参加。 Side:A 1. オープニングTM 2. 悪夢 3. 流星にのって 4. 魔術 5. 明日天気になあれ 6. ひとりになれなかったふたり 7. ドゥーチュイムニー 8. 誕生日 Side:B 1. 気づいた時には 2. ロックンロール 3. ビートルズメドレー（She loves you/In my life/Get back） 4. 地下室 5. 僕の唄 Side:C 1. オープニングメドレー 2. テーマ 3. 僕がここに居るからさ 4. 話しかけておくれ 5. 生きるよろこび 6. お昼寝 7. メリーゴーランド 8. 今は昼下がり Side:D 1. 雨宿り 2. 雪割草が咲いたら 3. 海ゆりの唄 4. 愛のソネット 5. 虞美人草 6. 日々是決戦 7. 夕暮れ |
| 1975年2月25日  | エレックレコード         | LP             | ELEC-1     | 羊は山に 佐藤公彦ライブ ※ 1974年12月28日に神田共立講堂で行なわれたリサイタルの模様を収録。 Side:A 1. 80日間世界一周 2. 祈り 3. メリーゴーランド 4. 落ちて行く時 5. 小さなお話 6. 愛と私 7. 虞美人草 Side:B 1. 気付いた愛の重み 2. 帰りたい 3. 渡る世間は 4. ゆめの中で 5. その時恋が 6. 雨の音 |
| 2006年8月23日  | バップ                   | CD（紙ジャケ） | VPCC-84568 | 羊は山に 佐藤公彦ライブ ※ 1974年12月28日に神田共立講堂で行なわれたリサイタルの模様を収録。 Side:A 1. 80日間世界一周 2. 祈り 3. メリーゴーランド 4. 落ちて行く時 5. 小さなお話 6. 愛と私 7. 虞美人草 Side:B 1. 気付いた愛の重み 2. 帰りたい 3. 渡る世間は 4. ゆめの中で 5. その時恋が 6. 雨の音 |
| 2013年10月23日 | ユニバーサルミュージック | CD             | WPCL-11557 | 羊は山に 佐藤公彦ライブ ※ 1974年12月28日に神田共立講堂で行なわれたリサイタルの模様を収録。 Side:A 1. 80日間世界一周 2. 祈り 3. メリーゴーランド 4. 落ちて行く時 5. 小さなお話 6. 愛と私 7. 虞美人草 Side:B 1. 気付いた愛の重み 2. 帰りたい 3. 渡る世間は 4. ゆめの中で 5. その時恋が 6. 雨の音 |

#### ベストアルバム
- BEST〜エレック・イヤーズ（1998年9月18日、FOR LIFE FLCF-3726）

ぼくがここに居るからさ / 話しかけておくれ / 秋から冬へ / ゆりかごとブランコ、そしてシーソー / 魔術 / あゆ / 今日このごろ / 春が来たんだ / あじさいの想い出 / 海ゆりの唄 / 浜なす恋唄 / 通りゃんせ / バイオリンのおけいこ / 雨宿り / 夕暮れ / 明日天気になあれ
- ベストアルバム（2008年2月27日、GENEON/エレックレーベル GNCL-1285）
メリーゴーランド / ゆりかごとブランコ、そしてシーソー / たった一人の友達 / 帰りたい / 日々是決戦 / 恋に別れを / 魔術 / 花のワルツ / ひとりになれなかったふたり / お昼寝 / 夕暮れ / 羽子板エレジー / 愛しのティナ / 雨宿り / バイオリンのおけいこ / みちくさ / 落ちて行く時 / ねえメロディー / 虞美人草 / 祈り / 愛のソネット / 通りゃんせ